# Roseto degli Abruzzi
Roseto degli Abruzzi is een plaats in de Italiaanse regio Abruzzen in de provincie Teramo. De gemeente ligt ingeklemd tussen de rivieren Tordino en Vomano aan de Adriatische Zee. De huidige naam draagt de stad pas sinds 1927, daarvoor heette ze Rosburgo, de bijnaam luidt Lido delle Rose.
Als badplaats is Roseto degli Abruzzi van groot belang voor Abruzzo. De plaats heeft brede zandstranden, een mooie strandboulevard en veel winkels, hotels en campings. Tot de gemeente behoort ook Montepagano dat landinwaarts op een heuvel ligt. Het oude centrum van dit dorp is goed bewaard gebleven. Het uitzicht reikt op heldere dagen tot het bergmassief van de Gran Sasso.

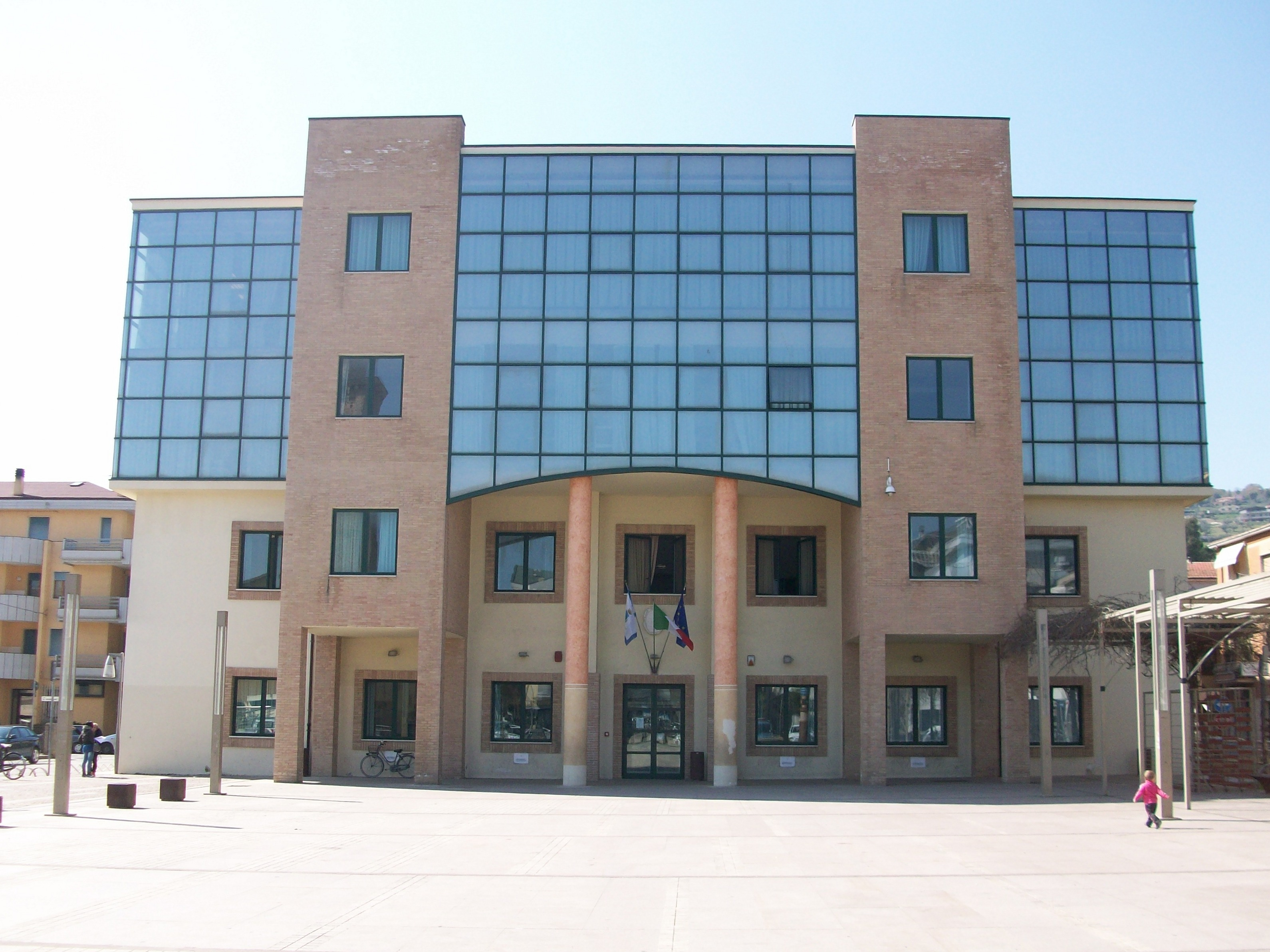
Gemeentehuis
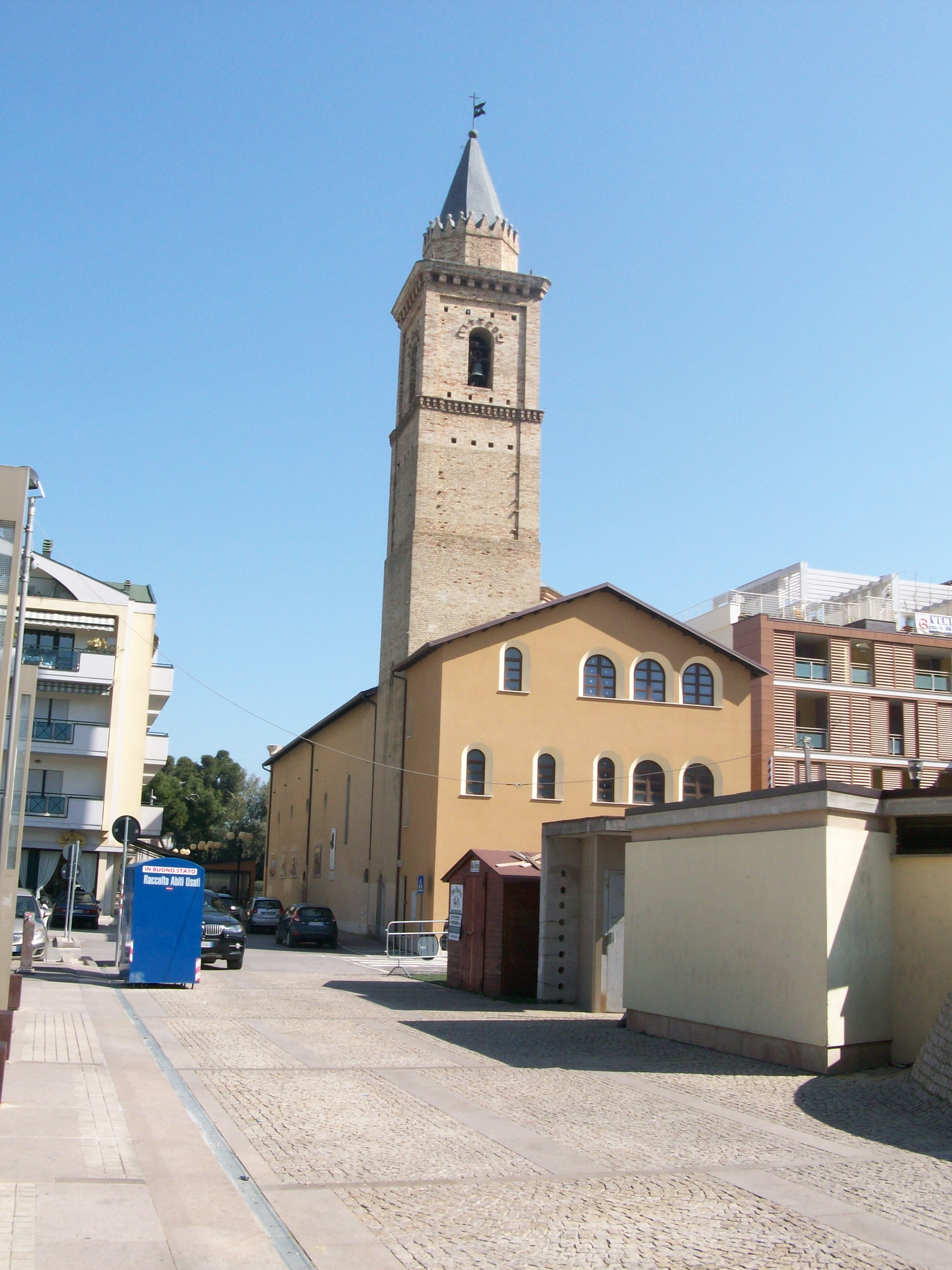
Kerk in Roseto